# Ernst Schönhals
Ernst Schönhals (* 3. Februar 1909 in Merlau im Vogelsberg; † 29. Mai 1993 in Gießen) war ein deutscher Bodenkundler und Quartärforscher.

## Leben und Werdegang
Nach dem Abitur studierte Ernst Schönhals an der Universität Gießen Geologie. Dort wurde er 1936 bei Walther Klüpfel mit einer Arbeit zur Geologie der Wetterau zum Dr. phil. promoviert. Es folgten Tätigkeiten in der Bodenschätzung und in der Preußischen Geologischen Landesanstalt (1938/39). 1947 ging er als Bodenkundler an das neu geschaffene Hessische Landesamt für Bodenforschung in Wiesbaden und später zum Bundesamt für Bodenforschung in Hannover. Am 25. März 1965 wurde er zum ordentlichen Professor der Landwirtschaftlichen Fakultät der Justus-Liebig-Universität Gießen berufen. Als Nachfolger von Hans Kuron auf dem Lehrstuhl für Bodenkunde leitete die Sektion (später das Institut für) Bodenkunde und Bodenerhaltung  bis zu seiner Emeritierung 1984. 
1965–66 war er Erster Vorsitzender, 1967–68 Zweiter Vorsitzender der Deutschen Quartärvereinigung (DEUQUA), von 1968 bis 1978 Schriftleiter des Vereinsorgans Eiszeitalter und Gegenwart. 1974 war er Vizepräsident der Internationalen Quartärvereinigung (INQUA).

## Wissenschaftliche Arbeit
Ernst Schönhals beschäftigte sich insbesondere mit der Lössentstehung und der Lössstratigraphie der Würm-Kaltzeit. Er beschrieb als Erster die Lockerbraunerden an Vorkommen im Vogelsberg.

## Publikationen
- Ernst Schönhals (1951): Über fossile Böden in nicht vereisten Gebieten. In: Eiszeitalter und Gegenwart 1, S. 109–129.
- Ernst Schönhals (1953): Gesetzmäßigkeiten im Feinaufbau von Talrandlössen mit Bemerkungen über die Entstehung des Lösses. In: Eiszeitalter und Gegenwart 3, S. 19–36.
- Ernst Schönhals (1954): Die Böden Hessens und ihre Nutzung. Mit einer bodenkundlichen Übersichtskarte 1 : 300.000. Wiesbaden, DNB 454449127.
- Ernst Schönhals; Karl-Josef Sabel (1989): Bodenübersichtskarte von Hessen 1 : 500.000 (BÜK 500 Hessen). Hessisches Landesamt für Bodenforschung, Wiesbaden, DNB 901129062.
- Ernst Schönhals (1996): Ergebnisse bodenkundlicher Untersuchungen in der hessischen Lößprovinz. Mit Beiträgen zur Genese des Würm-Lösses.  Boden und Landschaft, Bd. 8, Gießen. ISBN 3-931789-06-3, DNB 952043378 .